# Book-IT
Book-IT, i kommersiellt bruk skrivet BOOK-IT, är ett biblioteksdatabassystem utvecklat av företaget Axiell Sverige AB. Book-IT är efterföljare till BTJ 2000 som var ett terminalbaserat expertsystem där arbetet utfördes med hjälp av textbaserade kommandon. 
Databassystemet Book-IT är uppbyggt i moduler där biblioteken köper de moduler som behövs i verksamheten. Exempel på tilläggsmoduler är inköpsmodul, statistikmodul och SMS-modul. Bibliotekspersonalen arbetar i en java-klient som i sin tur arbetar mot en UNIX-server. Biblioteksbesökaren använder sig av gränssnittet BOOK-IT PUB alternativt en annan webblösning som kommunicerar med Book-IT via API:et BOOK-IT Webservices, som exempelvis Axiell Arena.